# Peter Glossop
Peter Glossop (Sheffield, 6 juillet 1928 - Axminster, 7 septembre 2008) était un baryton anglais, particulièrement associé aux opéras de Giuseppe Verdi et Benjamin Britten.

## Biographie
Peter Glossop travaille dans une banque dans sa ville natale, tout en chantant comme amateur. Il étudie alors le chant avec Leonard Mosley et Eva Rich, puis débute avec le Sheffield Opera Society en 1949, en Coppelius et Dr Miracle dans Les contes d'Hoffmann. Il chante ensuite dans le chœur du Sadler's Wells Theatre à Londres à partir de 1952, et y fait ses débuts comme soliste en 1956, en Luna dans Il trovatore.
En 1961, il parait au Festival d'Édimbourg, et débute au Royal Opera House de Londres en 1962, en Demitrius dans A Midsummer Night's Dream de Britten. Il s'affirme rapidement dans les emplois verdiens, notamment Macbeth, Rigoletto, Germont,  Boccanegra, Posa, Amonasro, Iago, mais connait également de grands succès en Onéguine, Donner, Scarpia, Jochannan, et surtout Billy Budd.
Il entame une carrière internationale, avec des débuts à La Scala de Milan en 1965, à l'Opéra de Vienne en 1968, au Festival de Salzbourg en 1970, (en Iago sous la direction de Herbert von Karajan, avec qui il enregistre le rôle pour EMI), au Metropolitan Opera de New York en 1971, il parait aussi à Berlin, Hambourg, Mexico, etc.
Il ajoute à son répertoire, Balstrode dans Peter Grimes, et les rôles-titres de Wozzeck, Falstaff, Der Fliegende Holländer. Il parait dans deux films d'opéra, en Iago, son rôle fétiche, dans Otello, et Tonio dans Pagliacci, tous deux sous la direction de von Karajan. Il se retire en 1986, et enseigne.
En 2004, il publie son autobiographie The Story of a Yorkshire Baritone.

## Discographie
- Berlioz : Les Troyens, Jon Vickers (Énée), Josephine Veasey (Didon), Berit Lindholm (Cassandre), Peter Glossop, Chorèbe, Wandsworth School Boy's Choir, Chorus & Orchestra of the Royal Opera House, Covent Garden, dir. Colin Davis 5 LP Philips. 1969 report 4 CD 1986 Philips Classics.
- Verdi : Otello, Jon Vickers (Otello), Mirella Freni (Desdemona), Peter Glossop (Iago), Orchestre philharmonique de Berlin, dir. Herbert von Karajan, 1974 (EMI Classics).

## Sources
- Opera News Online, Obituaries, septembre 2008